# Marcel Schouten
Marcel Schouten (Eindhoven, 18 juni 1993) is een Nederlandse zwemmer gespecialiseerd in open water (5, 10, 25 km). Hij werd Europees kampioen in 2014 en eindigde tweede in 2015 op het WK in Kazan op de 5 km-teamrace. Schouten maakt sinds 2012 deel uit van de nationale zwemselectie die in Eindhoven getraind wordt door oud-topzwemmer Marcel Wouda.

## Carrière
Op de Europese zwemkampioenschappen van 2014 won hij samen met Ferry Weertman en Sharon van Rouwendaal.
2011
In 2011 verschoof de focus van Marcel Schouten naar de langere afstanden. Bij het NK zwom hij zijn eerste Nederlandse record op de vijf kilometer. In september besloot hij over te stappen naar Eindhoven. Hij sloot zich aan bij het RTC.
2012
Hij maakte na zijn eerste World Cup en de Olympische kwalificatie in 2012 de overstap van het RTC naar het NTC van Marcel Wouda. In juli plaatste hij zich voor het EK en in augustus werd hij Nederlands kampioen marathonzwemmen (22km) in een nieuwe record tijd bij de oversteek van het IJsselmeer. Het seizoen werd afgesloten met het Europees kampioenschap te Piombino (Italië). (32e op de 10km, 12e op de 5km)
2013
In 2013 lukte het hem om zich aan te sluiten bij de Europese subtop door een derde plaats bij het WK-testevent (10 kilometer) in Barcelona en een tweede plek bij de Duitse Open op de tien kilometer. In Hoorn werd ik bij de LEN-cup vijfde en in Hamburg tikte hij als tweede aan. Met deze prestaties dwong hij een nominatie af voor het EK in Berlijn 2014.
2014
In voorbereiding op het EK volgde een succesvolle LEN-cup in Hoorn. Op het EK in Berlijn won hij goud met Ferry Weertman en Sharon van Rouwendaal op de vijf-kilometer-teamachtervolging. Persoonlijk werd hij 17e op de 10km en 8e op de 25km.
2015
In 2015 kwalificeerde hij zich voor het WK. In Kazan bemachtigde hij zilver op de vijf kilometer teamachtervolging, opnieuw met Ferry Weertman en Sharon van Rouwendaal. Persoonlijk miste hij voor de 2e keer in zijn carrière de Olympische Spelen door buiten de top 10 te finishen op de 10km.
2016
Voor de derde keer mee nam Schouten deel aan het Europees Kampioenschap op de 10 en 25km open water zwemmen in Hoorn (Noord-Holland). Hij finishte 9e op de 10km en 5e op de 25km.
2017
Plaatsing Wereldkampioenschappen open water zwemmen Balaton, hier finishte hij 18e op de 10km en 9e op de 25km .
2018
Wist Marcel Voor het eerst in zijn carrière een wereldbekerwedstrijd 10km te winnen. Dit deed hij tijdens de wereldbekerwedstrijd in Lac Saint Jean.
2019
Dit jaar won Marcel Schouten het hoog aangeschreven (Wereldbeker) Ultra Marathon over 32 km in Lac st. Jean met overmacht. Na een solo van 19 km tikte hij ruim voor de concurrentie aan. Naast dit resultaat wist hij verschillende malen in de top te zwemmen bij wereldbeker wedstrijden over de olympische afstand (10km) Met deze resultaten wist hij zich te verzekeren van een derde plaats in het WK klassement.

## Privéleven
Marcel Schouten heeft een relatie met de Franse openwaterzwemster Caroline Jouisse.